# ملعب مبومبيلا
ملعب موبومبيلا (بالإنجليزية: Mbombela Stadium)‏ هو ملعب كرة قدم واتحاد الرغبي يقع في مدينة نيلسبرويت في جنوب أفريقيا، وهو من الملاعب التي بنيت لاستضافة بعض مباريات كأس العالم لكرة القدم 2010. سعته 43,500 متفرج.